# 紅孩兒 (1975年電影)
《红孩儿》（英語：The Fantastic Magic Baby）是1975年張徹执导，由倪匡、古军编剧，张传丽等領銜主演的香港電影。该电影根据吴承恩的作品《西游记》中的红孩儿那一部分进行改编，影片主要讲述收到牛魔王命令去抓唐僧的红孩儿，最后在观音等人的作用下，成为了善才童子的故事，影片还出现了很多京剧等艺术表现方式。

## 劇情簡介
牛魔王为了吃唐僧肉，于是让红孩儿来对付孙悟空等人，虽说最初孙悟空在红孩儿的三味真火下屡战屡败，不过后来在观音得帮助下，终于击败了红孩儿，并把红孩儿收入自己的门下，成为了善才童子。

## 演员表
- 丁華寵 饰	红孩儿
- 劉中蓁 饰 孙悟空
- 張傳麗	饰 龙女
- 胡錦	饰 铁扇公主
- 江島	饰 牛魔王
- 蔡弘	饰 巨灵神
- 鄧珏人	饰 唐僧
- 沈頤和	饰 猪八戒
- 楊奎玉 饰 沙僧

## 其他
- 该电影是邵氏電影《西遊記》系列的最後一部。只有该电影的导演是张彻[6]

## 備註
1. ↑  .   [2022-03-23]. （原始内容存档于2022-03-23）.
2. ↑  .   [2022-03-23]. （原始内容存档于2022-03-23）.
3. ↑  .   [2022-03-23]. （原始内容存档于2021-02-25）.

## 相關連結
- 豆瓣链接 （页面存档备份，存于）
- 互联网电影数据库（IMDb）上《红孩儿》的资料（英文）
- 香港影库链接 （页面存档备份，存于）
- Hong Kong Cinemagic上的介绍 （页面存档备份，存于）